# Shenjiahe Shuiku
Shenjiahe Shuiku är en reservoar i Kina. Den ligger i den autonoma regionen Ningxia, i den nordvästra delen av landet, omkring 260 kilometer söder om regionhuvudstaden Yinchuan. Shenjiahe Shuiku ligger 1 642 meter över havet. Arean är 2,3 kvadratkilometer. Trakten runt Shenjiahe Shuiku består i huvudsak av gräsmarker. Den sträcker sig 2,3 kilometer i nord-sydlig riktning, och 1,6 kilometer i öst-västlig riktning.
Genomsnittlig årsnederbörd är 614 millimeter. Den regnigaste månaden är september, med i genomsnitt 140 mm nederbörd, och den torraste är december, med 1 mm nederbörd.